# Мелодрама
Мелодрама (от гръцките думи за „мелодия“ и „драма“) е жанр, към който могат да спадат произведения на различни изкуства (литературни творби, телевизионни сериали, широкоекранни филми, музикални и пр.) и който се характеризира с пресилен драматизъм, шумна изява на чувствата, известна повърхностност и даже кичозен ефект.
Мелодраматизмът търси моменталния емоционален отговор и често разчита на много стари и добре използвани схеми, с които да изтръгва усмивки и сълзи.
Типични за жанра са латиноамериканските сериали, известни още като „сапунени опери“. От друга страна и режисьори като Педро Алмодовар например съвсем целенасочено използват в работата си стилизирани форми на мелодрамата.